# Гіллсборо (Теннессі)
Гіллсборо (англ. Hillsboro) — переписна місцевість (CDP) в США, в окрузі Коффі штату Теннессі. Населення — 433 особи (2020).

## Географія
Гіллсборо розташоване за координатами 35°24′16″ пн. ш. 85°57′15″ зх. д. / 35.40444° пн. ш. 85.95417° зх. д. (35.404432, -85.954094).  За даними Бюро перепису населення США в 2010 році переписна місцевість мала площу 10,67 км², з яких 10,67 км² — суходіл та 0,01 км² — водойми.

## Демографія
Згідно з переписом 2010 року, у переписній місцевості мешкало 450 осіб у 162 домогосподарствах у складі 125 родин. Густота населення становила 42 особи/км².  Було 187 помешкань (18/км²).
Расовий склад населення:
| - 99,6 % — білих |

До двох чи більше рас належало 0,4 %. Частка іспаномовних становила 0,4 % від усіх жителів.
За віковим діапазоном населення розподілялося таким чином: 27,3 % — особи молодші 18 років, 58,0 % — особи у віці 18—64 років, 14,7 % — особи у віці 65 років та старші. Медіана віку мешканця становила 38,8 року. На 100 осіб жіночої статі у переписній місцевості припадало 90,7 чоловіків;  на 100 жінок у віці від 18 років та старших — 95,8 чоловіків також старших 18 років.
Середній дохід на одне домашнє господарство  становив 37 628 доларів США (медіана — 45 139), а середній дохід на одну сім'ю — 49 975 доларів (медіана — 46 852). За межею бідності перебувало 12,1 % осіб, у тому числі 0,0 % дітей у віці до 18 років та 0,0 % осіб у віці 65 років та старших.
Цивільне працевлаштоване населення становило 79 осіб. Основні галузі зайнятості: роздрібна торгівля — 22,8 %, науковці, спеціалісти, менеджери — 22,8 %.